# Jacques van Caloen de Basseghem
Jacques van Caloen de Basseghem (Sint-Andries, 30 augustus 1910 - Jabbeke, 7 september 1990) was de laatste burgemeester van het zelfstandige Varsenare in België.

## Levensloop
Jonkheer Jacques Auguste Camille Alberic Marie Ghislain was de oudste van de drie kinderen van Robert van Caloen de Basseghem en Alice de Formanoir de la Cazerie. Hij bleef vrijgezel.
Hij volgde zijn vader op als burgemeester van de gemeente Varsenare. Hij werd bij herhaling zonder verkiezing in zijn ambt bevestigd.
Onder zijn bestuur evolueerde de landelijke gemeente naar de status van voorstad van de Brugse agglomeratie. Bij de fusieoperatie van 1976 werd verwacht dat de gemeente zou worden ingelijfd bij Brugge, maar dit gebeurde niet en het werd een fusie met Jabbeke en met de landelijke gemeenten Snellegem, Stalhille en Zerkegem.